# Агіс IV
Агіс IV (близько 262 — 241 до н.е.) — спартанський цар (бл. 245—241 до н. е.), видатний реформатор. З метою відновлення військової та політичної могутності Спарти намагався оздоровити суспільство, відродити стародавній лад, встановлений ще законами Лікурга. Висунув програму реформ — скасування боргів, переділ землі на користь збіднілих верств населення, збільшення числа повноправних громадян за рахунок періеків. Придушивши опір великих землевласників, очолюваних другим царем — Леонідом II, розігнав раду ефорів. Агіс скасував борги та відкрив боргові тюрми. Похід на допомогу Ахейському союзу проти Етолійського в 241 до н. е. перешкодив Агісу здійснити земельну реформу. Олігархи тим часом повернули до влади Леоніда. Після повернення, ефори віддали Агіса під суд за вироком якого його було повішено, а його закони скасовано.